# Al-Chumajsijja
Al-Chumajsijja – wieś w Syrii, w muhafazie Ar-Rakka. W 2004 roku liczyła 5318 mieszkańców.